# Complete (BtoB)
Complete è il primo album in studio della boy band sudcoreana BtoB, pubblicato nel 2015.

## Tracce
1. Complete (Intro) – 2:38
2. Gwaenchanhayo (괜찮아요) – 4:12
3. Neona Jal Sara (너나 잘 살아) – 3:45
4. Bok Chigo Jangu Chigo (북 치고 장구 치고)
5. Summer Romance – 3:41
6. Chigu-eh Yeojachingu (친구의 여자친구) – 3:41
7. Kkotboda Geunyeo (꽃보다 그녀) – 3:23
8. Bogopa (보고파) – 4:03
9. Eogiyeocha Diyeocha (어기여차 디여차) – 3:13
10. Open – 3:17
11. Insane (Acoustic Ver.) (비밀 (Acoustic ver.)) – 3:06
12. Shake It – 3:14
13. Everything`s Good 일훈 Solo (Outro) – 4:05